# Florin Gardoș
Florin Gardoș (Satu Mare, 29 ottobre 1988) è un ex calciatore rumeno, di ruolo difensore o centrocampista.

## Carriera

### Club
Dopo essere cresciuto nelle giovanili di Olimpia Satu Mare tra il 2001 e il 2008 e il prestito alla squadra del Kazakistan, l'KF Astana, fa il salto di qualità con il Concordia Chiajna dove in due anni colleziona 51 presenze e un gol. Il 17 giugno 2010 viene acquistato per un milione di euro dalla Steaua Bucarest e il 16 agosto fa il suo debutto ufficiale nella Liga I contro il Victoria Brănești.

#### Southampton
Il 14 agosto 2014 viene ufficializzato il suo passaggio al Southampton, con cui firma un contratto triennale.

## Statistiche

### Presenze e reti nei club
Statistiche aggiornate al 29 dicembre 2014.
| Stagione                 | Squadra                  | Campionato               | Campionato | Campionato | Coppe nazionali | Coppe nazionali | Coppe nazionali | Coppe europee | Coppe europee | Coppe europee | Altre coppe | Altre coppe | Altre coppe | Totale | Totale | Totale |
| Stagione                 | Squadra                  | Comp                     | Pres       | Reti       | Comp            | Pres            | Reti            | Comp          | Pres          | Reti          | Comp        | Pres        | Reti        | Pres   | Reti   |        |
| ------------------------ | ------------------------ | ------------------------ | ---------- | ---------- | --------------- | --------------- | --------------- | ------------- | ------------- | ------------- | ----------- | ----------- | ----------- | ------ | ------ | ------ |
| 2008-2009                | Concordia Chiajna        | Liga II                  | 22         | 0          | CR              | 0               | 0               | -             | -             | -             | -           | -           | -           | 22     | 0      |        |
| 2009-2010                | Concordia Chiajna        | Liga II                  | 29         | 1          | CR              | 0               | 0               | -             | -             | -             | -           | -           | -           | 29     | 1      |        |
| Totale Concordia Chiajna | Totale Concordia Chiajna | Totale Concordia Chiajna | 51         | 1          |                 | 0               | 0               |               | -             | -             |             | -           | -           | 51     | 1      |        |
| 2010-2011                | Steaua Bucarest          | Liga I                   | 23         | 0          | CR              | 5               | 0               | UEL           | 5             | 1             | -           | -           | -           | 33     | 1      |        |
| 2011-2012                | Steaua Bucarest          | Liga I                   | 8          | 0          | CR              | 0               | 0               | UEL           | 3             | 0             | SR          | 1           | 0           | 12     | 0      |        |
| 2012-2013                | Steaua Bucarest          | Liga I                   | 21         | 1          | CR              | 2               | 0               | UEL           | 8             | 0             | -           | -           | -           | 31     | 1      |        |
| 2013-2014                | Steaua Bucarest          | Liga I                   | 29         | 2          | CR              | 4               | 0               | UCL           | 11            | 0             | SR          | 0           | 0           | 44     | 2      |        |
| Totale Steaua Bucarest   | Totale Steaua Bucarest   | Totale Steaua Bucarest   | 81         | 3          |                 | 11              | 0               |               | 27            | 1             |             | 1           | 0           | 120    | 4      |        |
| 2014-2015                | Southampton              | PL                       | 5          | 0          | FACup+CdL       | 0+3             | 0               | -             | -             | -             | -           | -           | -           | 8      | 0      |        |
| Totale carriera          | Totale carriera          | Totale carriera          | 137        | 4          |                 | 14              | 0               |               | 27            | 1             |             | 1           | 0           | 179    | 5      |        |

### Cronologia presenze e reti in nazionale
| Cronologia completa delle presenze e delle reti in nazionale ― Romania | Cronologia completa delle presenze e delle reti in nazionale ― Romania | Cronologia completa delle presenze e delle reti in nazionale ― Romania | Cronologia completa delle presenze e delle reti in nazionale ― Romania | Cronologia completa delle presenze e delle reti in nazionale ― Romania | Cronologia completa delle presenze e delle reti in nazionale ― Romania | Cronologia completa delle presenze e delle reti in nazionale ― Romania | Cronologia completa delle presenze e delle reti in nazionale ― Romania |
| Data                                                                   | Città                                                                  | In casa                                                                | Risultato                                                              | Ospiti                                                                 | Competizione                                                           | Reti                                                                   | Note                                                                   |
| ---------------------------------------------------------------------- | ---------------------------------------------------------------------- | ---------------------------------------------------------------------- | ---------------------------------------------------------------------- | ---------------------------------------------------------------------- | ---------------------------------------------------------------------- | ---------------------------------------------------------------------- | ---------------------------------------------------------------------- |
| 8-2-2011                                                               | Paralimni                                                              | Romania                                                                | 2 – 2 dts (2 – 4 dtr)                                                  | Ucraina                                                                | Amichevole                                                             | -                                                                      |                                                                        |
| 29-3-2011                                                              | Piatra Neamț                                                           | Romania                                                                | 3 – 1                                                                  | Lussemburgo                                                            | Qual. Euro 2012                                                        | -                                                                      |                                                                        |
| 7-6-2011                                                               | San Paolo                                                              | Brasile                                                                | 1 – 0                                                                  | Romania                                                                | Amichevole                                                             | -                                                                      |                                                                        |
| 11-6-2011                                                              | Asunción                                                               | Paraguay                                                               | 2 – 0                                                                  | Romania                                                                | Amichevole                                                             | -                                                                      |                                                                        |
| 10-8-2011                                                              | Serravalle                                                             | San Marino                                                             | 0 – 1                                                                  | Romania                                                                | Amichevole                                                             | -                                                                      |                                                                        |
| 5-6-2012                                                               | Innsbruck                                                              | Austria                                                                | 0 – 0                                                                  | Romania                                                                | Amichevole                                                             | -                                                                      | 90+2’                                                                  |
| 14-11-2012                                                             | Bucarest                                                               | Romania                                                                | 2 – 1                                                                  | Belgio                                                                 | Amichevole                                                             | -                                                                      |                                                                        |
| 26-3-2013                                                              | Amsterdam                                                              | Paesi Bassi                                                            | 4 – 0                                                                  | Romania                                                                | Qual. Mondiali 2014                                                    | -                                                                      |                                                                        |
| 15-10-2013                                                             | Bucarest                                                               | Romania                                                                | 2 – 0                                                                  | Estonia                                                                | Qual. Mondiali 2014                                                    | -                                                                      | 66’                                                                    |
| 15-11-2013                                                             | Atene                                                                  | Grecia                                                                 | 3 – 1                                                                  | Romania                                                                | Qual. Mondiali 2014                                                    | -                                                                      |                                                                        |
| 5-3-2014                                                               | Bucarest                                                               | Romania                                                                | 0 – 0                                                                  | Argentina                                                              | Amichevole                                                             | -                                                                      |                                                                        |
| 11-10-2014                                                             | Bucarest                                                               | Romania                                                                | 1 – 1                                                                  | Ungheria                                                               | Qual. Euro 2016                                                        | -                                                                      | 5’ 61’                                                                 |
| 18-11-2014                                                             | Bucarest                                                               | Romania                                                                | 2 – 0                                                                  | Danimarca                                                              | Amichevole                                                             | -                                                                      |                                                                        |
| Totale                                                                 |                                                                        | Presenze                                                               | 13                                                                     |                                                                        | Reti                                                                   | 0                                                                      |                                                                        |

| Cronologia completa delle presenze e delle reti in nazionale (partite non ufficiali) ― Romania | Cronologia completa delle presenze e delle reti in nazionale (partite non ufficiali) ― Romania | Cronologia completa delle presenze e delle reti in nazionale (partite non ufficiali) ― Romania | Cronologia completa delle presenze e delle reti in nazionale (partite non ufficiali) ― Romania | Cronologia completa delle presenze e delle reti in nazionale (partite non ufficiali) ― Romania | Cronologia completa delle presenze e delle reti in nazionale (partite non ufficiali) ― Romania | Cronologia completa delle presenze e delle reti in nazionale (partite non ufficiali) ― Romania | Cronologia completa delle presenze e delle reti in nazionale (partite non ufficiali) ― Romania |
| Data                                                                                           | Città                                                                                          | In casa                                                                                        | Risultato                                                                                      | Ospiti                                                                                         | Competizione                                                                                   | Reti                                                                                           | Note                                                                                           |
| ---------------------------------------------------------------------------------------------- | ---------------------------------------------------------------------------------------------- | ---------------------------------------------------------------------------------------------- | ---------------------------------------------------------------------------------------------- | ---------------------------------------------------------------------------------------------- | ---------------------------------------------------------------------------------------------- | ---------------------------------------------------------------------------------------------- | ---------------------------------------------------------------------------------------------- |
| 27-1-2012                                                                                      | Belek                                                                                          | Romania                                                                                        | 4 – 0                                                                                          | Turkmenistan                                                                                   | Amichevole                                                                                     | -                                                                                              | 68’                                                                                            |
| Totale                                                                                         |                                                                                                | Presenze                                                                                       | 1                                                                                              |                                                                                                | Reti                                                                                           | 0                                                                                              |                                                                                                |

## Palmarès

### Club

#### Competizioni nazionali
- Coppa di Romania: 2

Steaua Bucarest: 2010-2011
CSU Craiova: 2017-2018
- Campionato rumeno: 2

Steaua Bucarest: 2012-2013, 2013-2014
- Supercoppa di Romania: 1

Steaua Bucarest: 2013